# 고교 명랑교실
"고교 명랑교실"은 1978년에 개봉한 대한민국의 영화이다.

## 캐스팅
- 이승현
- 이동진
- 이옥미
- 오창용
- 석수
- 최용훈
- 신영선
- 김현진
- 강옥주
- 소은모
- 김기종
- 나기수
- 박미영
- 윤일주
- 이승렬
- 신찬일
- 주상호
- 김지영
- 박예숙
- 임예진 (우정출연)